# Salvatore Briguglio
Salvatore "Sally Bugs" Briguglio, född 4 februari 1930 i Union City i New Jersey i USA, död 21 mars 1978 på Manhattan i New York i USA, var en italienskamerikansk gangster som var lejd mördare åt familjen Genovese och en av de främsta misstänkta i Jimmy Hoffas försvinnande. Briguglio har enligt uppgiter mördat uppåt 50 personer åt familjen Genovese.

## Biografi
Briguglio arbetade som lånehaj och yrkesmördare i New Jersey, bland annat för ledaren för Teamster Union Local 560, Anthony Provenzano. Han kallades för Provenzanos "pitbull" eller "bödel", och var en hänsynslös och mycket effektiv mördare. Briguglio ska ha torterat och mördat Anthony Castellito och transporterat kroppen tillbaka till New Jersey. Castellitos kvarlevor hittades aldrig, då Briguglio styckat kroppet efter att han dödat honom, och lagt de styckade kroppsdelarna i en flismaskin. Upplägget var nästan identiskt med Jimmy Hoffas försvinnande.
1985 släppte FBI ett memo om försvinnandet av Jimmy Hoffa, där Briguglio pekades ut som en av de huvudmisstänkta tillsammans med Briguglios bror Gabriel, bröderna Stephen och Thomas Andretta, Chuckie O'Brien, "Tony Pro" Provenzano, "Tony Jack" Anthony Giacalone, samt maffiabossen Russell Bufalino.

### Död
Den 21 mars 1978 mördades Briguglio på Mulberry Street i stadsdelen Little Italy på Manhattan. Han sköts av två beväpnade män med flera skott i bröstet och huvudet. Mördarna försvann, men ett ögonvittne pekade ut gangstern Joe Scarborough som misstänkt gärningsman.

## I populärkultur
I filmen The Irishman (2019), regisserad av Martin Scorsese, spelar Louis Cancelmi rollen som Briguglio.